# Riedholz
Riedholz est une commune suisse du canton de Soleure, située dans le district de Lebern.